# Red Bull Rookies Cup
A Red Bull Rookies Cup egy gyorsasági-motorverseny sorozat fiatal, feltörekvő versenyzők számára Európában. A MotoGP-t rendező és annak kereskedelmi jogait birtokló Dorna hozta létre, a cél pedig a tehetséges motorosok felkutatása, képzése és támogatása volt. A spanyol cég azóta több hasonló szériát is indított - ezek alkotják a Road to MotoGP programot. A Rookies Cup mellett ide tartozik az Asia Talent Cup, a British Talent Cup, a Northern Talent Cup és a CEV (azon belül a Moto3-as junior világbajnokság és a European Talent Cup) is. A sorozat különlegességét az adja, hogy bármilyen országból be lehet kerülni, ugyanakkor minden futam Európában kerül megrendezésre (jellemzően a MotoGP betétfutamaként).
A kiválasztás egy meglepetésszerűen kiválasztott spanyol pályán történik minden szezon végeztével, ahol rengeteg versenyző jelenik meg a világ minden szegletéből. A trénerek az ő motorozásukat, stílusukat vizsgálva döntenek a kiválasztottak személyéről. Ez tehát azt is jelenti, hogy habár néznek időeredményeket is, nem első sorban az alapján döntenek arról, hogy ki kerül be a mezőnybe és ki nem. Az is szempont lehet például, hogy egy nemzet se legyen túlsúlyban, valamint olyan országokból is kerüljenek be jelentkezők, ahonnan normál esetben ritkábban van esélye valakinek a világelitbe kerülni. További nehezítés lehet, hogy gyakran a régi, kétütemű KTM-el kell menniük a válogatón, amihez nincsenek hozzászokva a jelentkezők. Ugyanakkor vannak olyanok is, akiknek nem kell kvalifikálniuk magukat, hanem alanyi jogon kerülnek be a szériába. A Rookies Cup előző szezonjában jól teljesítők közül így tudnak bent maradni, vagy más, a Dorna által szervezett tehetségkutatók legjobbjai így meghívásos úton kerülhetnek be a mezőnybe.
A motorok egyformák: mindenki négyütemű, KTM RC 250 R 4-et használ. Az első hat szezonban még a KTM 125 köbcentis versenymotorja, a kétütemű RC 125-ös szerepelt, ám 2013-ban reagált a széria a világbajnokságon is érvényesülő trendekre (ott 2012-ben váltotta fel a 125cc-s géposztályt a Moto3), így jött képbe az új verzió.

## Előzmények
A Dorna a '90-es évek végén nagyszabású utánpótlás-fejlesztési programba kezdett Spanyolországban. Ehhez első sorban Alberto Puig segítségét kérték, aki egy sérülés miatt 1997-ben be kellett hogy fejezze a karrierjét a MotoGP-ben. A kitűnő szakember irányításával kezdődött el a munka, amit a Dorna mellett a Honda és az RFME (a spanyol szövetség) is támogatott. 
A Dorna 1998-ban átvette a CEV (spanyol bajnokság) irányítását. Itt már a kezdetekkor az volt a cél, hogy különösen a 125-ös géposztályban  egy olyan irányt adjanak a bajnokságnak, amivel minél több tehetséges fiatal versenyzőt tudnak kinevelni és felfedezni a világ motorsportjának.
1999-ben következett az újabb mérföldkő: meghirdették a Movistar Activa Cup-ot, amelyre 6000 fiatal motoros jelentkezett - főleg Spanyolországból. A program hatalmas siker volt és ebből kerültek ki a spanyol motorsport aranykorának első olyan egyéniségei, akik a világbajnokságon is eredményesek tudtak lenni. A leghíresebb közülük egyértelműen Dani Pedrosa, de olyanok is megfordultak a programban, mint Toni Elias, Joan Olive, vagy Casey Stoner.
2003-ban újabb nagy válogatót tartott Alberto Puig: több, mint 4000 gyerek tett próbát. A több körös rostálás után alakult ki a mezőny, aminek a legkiemelkedőbb tagjai később a Telefonica Movistar Junior Team színeiben a CEV-ben is kipróbálhatták magukat.
A 2000-es évek közepén már nemzetközi szinten is próbálkozott az utánpótlás képzésével a Dorna. Erre az első kísérletük a MotoGP Academy volt. Ez lényegében egy néhány versenyzőből álló csapatot jelentett, akiket külön képzésben részesítettek és 2005-ben indulhattak a CEV-ben is. Bradley Smith volt az évfolyam sztárja, aki összesítésben második lett a spanyol bajnokságban, így a következő szezonban már a világbajnokságon indulhatott.
2006-ban betársult ebbe a projektbe a Red Bull, így pedig létrejött a ma ismert Red Bull Rookies Cup elődje, a Red Bull MotoGP Academy.  A szakmai vezető továbbra is Alberto Puig volt, mellette pedig a szakmai stáb tagjai voltak még többek között Alex Battle, Juan Martinez, és Raul Jara is. A legjobbak továbbra is a spanyol bajnoki futamokon mérettethették meg magukat - 2006-ban többek között Takaaki Nakagami, Marcel Schrötter, Scott Redding, Isaac Vinales és Jonas Folger is az ő színeikben versenyzett. A Honda 125-ös motorjait használták, a technikai háttérről a HRC gondoskodott - a japán gyártó viszont a folytatásnak már nem volt a részese, hiszen a következő szezontól már a KTM vette át a helyüket beszállítóként.
A Rookies Cup a mostani formájában 2007-ben startolt el. 
2008 körül tervben volt egy amerikai Red Bull tehetségkutató széria elindítása is, amely a Red Bull AMA U.S. Rookies Cup nevet kapta. Toriano Wilson tragikus balesete és az anyagi nehézségek miatt azonban gyakorlatilag még a legelején befejeződött ez a projekt. 

## Az eddigi szezonok
A COVID-19 miatt a 2020-as szezon csak komoly átszervezések árán kerülhetett megrendezésre. Az átalakított versenynaptár végül három helyszínt tartalmazott: Spielbergben, Aragonban, majd Valenciában szerepelt a mezőny, mindegyik pályán 4-4 futamot teljesítettek. 
| Év   | Bajnok              | Ország        | Pontszám | Győzelmek | Dobogók | Versenyek száma |
| ---- | ------------------- | ------------- | -------- | --------- | ------- | --------------- |
| 2007 | Johann Zarco        | Franciaország | 159      | 4         | 7       | 8               |
| 2008 | J. D. Beach         | USA           | 149      | 1         | 6       | 10              |
| 2009 | Jakub Kornfeil      | Csehország    | 132      | 2         | 3       | 7               |
| 2010 | Jake Gagne          | USA           | 170      | 4         | 5       | 10              |
| 2011 | Lorenzo Baldassarri | Olaszország   | 208      | 2         | 6       | 14              |
| 2012 | Florian Alt         | Németország   | 233      | 4         | 8       | 15              |
| 2013 | Karel Hanika        | Csehország    | 235      | 7         | 10      | 14              |
| 2014 | Jorge Martin        | Spanyolország | 254      | 6         | 10      | 14              |
| 2015 | Bo Bendsneyder      | Hollandia     | 243      | 8         | 10      | 13              |
| 2016 | Ayumu Sasaki        | Japán         | 250      | 4         | 11      | 13              |
| 2017 | Kazuki Masaki       | Japán         | 194      | 2         | 9       | 13              |
| 2018 | Can Öncü            | Törökország   | 235      | 5         | 10      | 12              |
| 2019 | Carlos Tatay        | Spanyolország | 194      | 4         | 9       | 12              |
| 2020 | Pedro Acosta        | Spanyolország | 214      | 6         | 9       | 12              |
| 2021 | David Alonso        | Kolumbia      | 248      | 6         | 10      | 14              |
| 2022 | José Antonio Rueda  | Spanyolország | 224      | 3         | 7       | 14              |
| 2023 | Ángel Piqueras      | Spanyolország | 318      | 9         | 13      | 14              |
| 2024 | Alvaro Carpe        | Spanyolország | 232      | 4         | 9       | 14              |

## Külső oldalak
- https://rookiescup.redbull.com/
- https://www.youtube.com/user/redbull
- https://twitter.com/RB_Rookies_Cup
- https://www.facebook.com/redbullrookiescup
- https://www.instagram.com/redbullrookiescup/